# Ghiacciaio Donnally
Il ghiacciaio Donnally è uno ghiacciaio lungo circa 22 km situato nella regione meridionale della Terra di Oates, nell'Antartide orientale. Il ghiacciaio, il cui punto più alto si trova a circa 1900 m s.l.m., si trova nell'entroterra della costa di Shackleton e ha origine dal versante orientale della parte centrale dei monti Churchill, da cui fluisce verso est, scorrendo lungo il versante settentrionale della dorsale Swithinbank fino a unire il proprio flusso a quello del ghiacciaio Starshot.

## Storia
Il ghiacciaio Donnally è stato mappato da membri dello United States Geological Survey (USGS) grazie a fotografie aeree scattate dalla marina militare statunitense (USN) nel periodo 1960-62, e così battezzato dal Comitato consultivo dei nomi antartici in onore del comandante Edward W. Donnally, della USN, ufficiale in carica della forza di supporto navale presso la Stazione McMurdo nell'inverno del 1962.